# Ian Ferguson (kayak)
Pour les articles homonymes, voir Ian Ferguson.
Ian Gordon Ferguson, né le 20 juillet 1952 à Taumarunui, est un kayakiste néo-zélandais, quadruple champion olympique et champion du monde de sa discipline. Il pratique la course en ligne.

## Sport de sauvetage
ian Ferguson est également l'un des meilleurs athlètes de sauvetage de Nouvelle-Zélande. En 1972, il devient champion national des courses Ironman, surf ski et long board. Il a ensuite remporté les titres Ironman en 1974, 75 et 76, la Surf Ski Race en 1976, 77 et 90, et la Paddle Board Race en 1976. Il a également remporté des médailles d'or et d'argent aux Championnats du monde de sauvetage.

## Palmarès

### Jeux olympiques
- Jeux olympiques de 1984 à Los Angeles :
  -  Médaille d'or en K-1 500 m.
  -  Médaille d'or en K-2 500 m.
  -  Médaille d'or en K-4 1 000 m.

- Jeux olympiques de 1988 à Séoul :
  -  Médaille d'or en K-2 500 m.
  -  Médaille d'argent en K-2 1 000 m.

### Championnats du monde
- Championnats du monde de course en ligne (canoë-kayak) 1983 à Tampere :
  -  Médaille d'argent en K-1 500 m.

- Championnats du monde de course en ligne (canoë-kayak) 1987 à Duisbourg :
  -  Médaille d'or en K-2 1 000 m.
  -  Médaille d'argent en K-2 500 m.

- Championnats du monde de course en ligne (canoë-kayak) 1990 à Poznań :
  -  Médaille d'argent en K-2 10 000 m.